# تسویکاو (ناحیه)
تسویکاو (به آلمانی: Landkreis Zwickau) یک ناحیه در آلمان است که در زاکسن واقع شده‌است. تسویکاو ۳۴۸٬۸۳۴ نفر جمعیت دارد.

## شهرک‌ها و شهرداری‌ها

### Towns
1. کریمیتشوا
2. گلاوخاو
3. هارتن‌اشتاین
4. هوهن‌اشتاین-ارنشتال
5. کیرشبرگ
6. لیشتن‌اشتاین، زاکسن
7. لیمباخ-اوبرفرونا
8. میرانه
9. اوبرلونگوتس
10. والدنبرگ، زاکسن
11. وردوا
12. ویلدنفلدز
13. ویلکوا-هاسلوا
14. تسویکاو

### Municipalities
1. برنسدورف
2. کالنبرگ
3. کرینیتسبرگ
4. دنهریتس
5. فراورویت
6. گرسدورف
7. هارتمانسدورف بای کیرشبرگ
8. هیرشفلد
9. لانگنبرنسدورف
10. لانگنوایسباخ
11. لایشتنتانه
12. مولزن
13. نویکیرشن
14. نیدرفروهنا
15. اوبرویرا
16. راینسدورف
17. رمز
18. زانکت گیدین
19. شونبرگ